# What I Learned About Ego, Opinion, Art & Commerce
What I Learned About Ego, Opinion, Art & Commerce è un album di raccolta del gruppo musicale statunitense Goo Goo Dolls, pubblicato nel 2001.

## Tracce
1. Bullet Proof – 4:37
2. All Eyes On Me – 4:04
3. Amigone – 3:15
4. Acoustic #3 – 1:53
5. Naked – 4:05
6. Ain't That Unusual – 3:19
7. Burnin' Up – 2:32
8. Flat Top – 4:29
9. Eyes Wide Open – 3:55
10. Fallin' Down – 3:14
11. Another Second Time Around – 3:00
12. Cuz You're Gone – 3:33
13. We Are The Normal – 3:36
14. Girl Right Next To Me – 3:44
15. Lucky Star – 3:06
16. On The Lie – 3:16
17. Just The Way You Are – 3:14
18. Two Days In February (Re-recorded in 2000) – 3:12
19. Laughing – 3:41
20. There You Are – 3:05
21. Up Yours – 1:37
22. I'm Addicted – 2:59